# Лапина (деревня)
Лапина — деревня в Абатском районе Тюменской области России. Входит в Коневское сельское поселение.

## История
Основана в 1756 г. В 1928 г. состояла из 148 хозяйств, основное население — русские. Центр Лапинского сельсовета Крутинского района Омского округа Сибирского края.

## Население
| 1989 | 2002 | 2010 |
| ---- | ---- | ---- |
| 275  | ↘233 | ↘206 |